# Denny Ebbers
Pour les articles homonymes, voir Ebbers.
Denny Ebbers, né le 17 juillet 1974 à Nimègue et mort le 22 juillet 2015, est un judoka néerlandais. 
Il remporte le bronze aux Championnats d'Europe de judo 1995 à Birmingham et participe notamment aux Jeux olympiques d'été de 1996 à Atlanta.
Diagnostiqué d'une tumeur au cerveau en 2009, il en décède six ans plus tard à l'âge de 41 ans.